# 中華基金中學
中華基金中學（英語：The Chinese Foundation Secondary School，縮寫：CFSS），簡稱中基，是位於香港小西灣的英文直資男女中學。學校由中華歷史文化教育基金會於2000年3月18日興辦，學校創辦人及創校校監為伍淑清博士，現任校監為黃汝璞女士，現任校董會主席為楊紫芝教授。學校強調「立根中華文化，開拓國際視野，五育並重，發揮個人潛能」。學校特色是於中一及中二課程中加入「增益課程」，訓練學生基本共通能力。

## 概述
原本中華基金中學在中一至中五各設有五班，中六及中七各設有三班，因配合新學制發展，改為在中一至中六各設有五班。師生比例約為2對35人。

## 歷任校長
- 2000年-2009年：周錫昌
- 2009年-2019年：區光榮
- 2019年—：何廸信

## 歷任副校長
- 2000年-2009年：區光榮
- 2009年-2019年：王紹光
- 2019年-2023年：王紹光、郭軼峰
- 2023年-2024年：郭軼峰、林志煒
- 2024年- ：郭軼峰

## 歷任助理校長
- 2006年-2009年：王紹光、韓思聘
- 2009年-2010年：韓思聘、李志文
- 2010年-2016年：李志文、柳啟瑞
- 2016年-2019年：李志文、何廸信、郭軼峰
- 2019年-2021年：李志文、林志煒、何俊文
- 2021年-2023年：林志煒、何俊文、許玉芬
- 2023年—：何俊文、許玉芬、梁瑜珊

## 設施

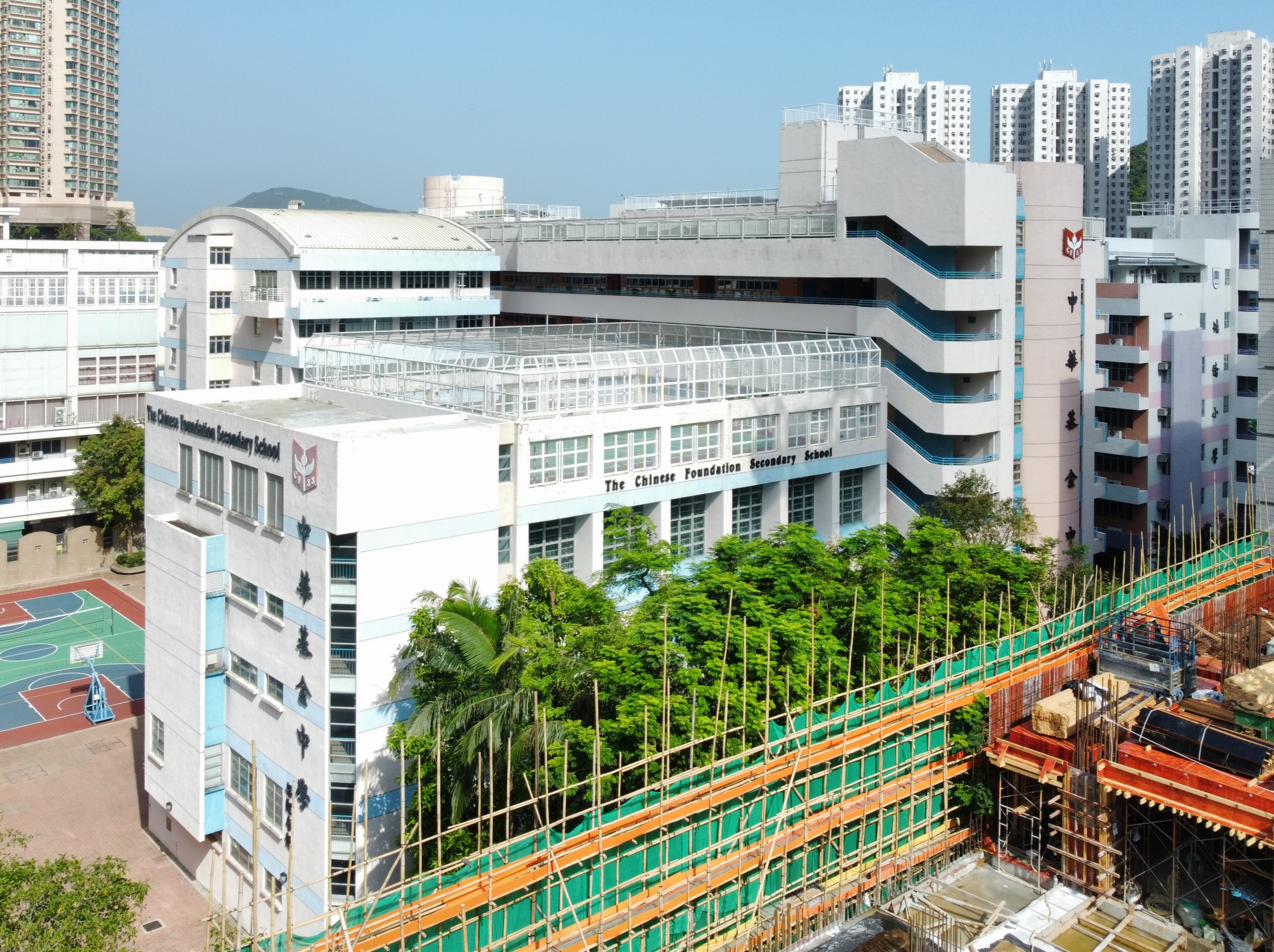
中華基金中學校舍

校舍為早期型千禧設計，活動空間較傳統多四成，全校空調設備，電腦室、課室及所有特別室皆設有寬頻上網及投影機。主要設施有面積達1900平方米的運動場、健身室、網球場、高清校園電視台及籃球場等。
校舍共有七層高，有多個課室及特別室：
- 地下：籃球場、有蓋操場、校務處、小食部、醫療室、駐校社工室、智慧廚房、溫室、環保教育徑、侏羅紀植物園
- 一樓：教員室（供非語言科老師使用）、創意學習中心（前身為多媒體學習中心）、學生活動中心、智慧健身室、駐校社工室（前身為聯合國室）
- 二樓：禮堂、音樂室、視覺藝術室
- 三樓：禮堂樓座、多用途學習室、教員室（供語言科老師使用）、教員休息室
- 四樓：生物室、地質氣侯變化資源中心
- 五樓：綜合科學室（兩個）、細胞生物科技研究中心、排球場
- 六樓：化學室、物理室、高等材料研究中心、電腦室、智慧輔導室、立體模型中心、中國資源館
- 七樓：圖書館、演講室（兩個）、機械人室、校園高清電視台及後期製作室
- 天台：STREAM榮譽間、科學及可持續發展資源中心、中草藥園、教員休息室、風力及雨量探測儀

另在富欣道近藍灣半島有一個2003年興建的戶外球場，適合各類型的球類活動及平日體育課之用，主要是手球隊和射箭隊使用。
學校響應政府「開放學校設施推動體育發展計劃」，開放學校設施予體育團體舉辦體育活動，如滾軸溜冰、足球、匹克球等，共享社區資源。
2024年，中國香港匹克球總會訓練中心於校舍內成立。

## 中基創新「河」CFSS．INNVOATION．STREAM
全球發展瞬息萬變，為裝備莘莘學子迎接日新月異的挑戰，政府大力推動STEAM教育，我校在此基礎上加入R，即閱讀與寫作 (Reading & Writing) ，全面推行STREAM教育，望能全面培養學生成爲能高瞻遠矚的人才，開創新河。
在二十一世紀，創意尤爲重要。學校大力推動跨學科專題研習，激發學生創意，培養學生的人文情懷，望其能以愛還愛，惠澤社群。通過這以學生為本的學習模式，每位學生皆能通過探索社會、科學與科技，發現現今的局限，繼而以創意和科學頭腦實踐心中願景，為社會帶來創新意念。
中華基金中學積極提倡「一切從樹開始」，在校園廣種過千種植物，讓同學能在綠植環繞的環境下，進行以學生爲本的活動及專題研習，探索植物的多樣性。學校亦設有不同的環境監察系統，即時量度溫度和濕度，所有資料會在流動應用程式和本校電子系統內顯示，有助即時掌握天氣變化。透過把資料加以歸類、分析和研究，同學可以更進一步瞭解環保教育徑不同位置的微氣候，學習更多不同微氣候型態。學生更能利用3D列印和Arduino微型控制板，於天臺自行製作氣象監測系統。本校科學老師很榮幸於科學教育學習領域獲得2017年「行政長官卓越教學獎」。小組教師透過電子學習平臺和校園環保教育徑，發展多元化的學與教活動，提倡「生物多樣性」教育，並透過社區行道樹計畫，積極將可持續發展概念推廣到社區。
學校致力推動科技，栽培科技棟樑，並有幸於二零一三年獲得第二十八屆全國青少年科技創新大賽「十佳科技教育創新學校獎」及「基層賽事優秀組織單位獎」殊榮。另於二零一六年獲聯合國教科文組織中國可持續發展教育專案全國工作委員會頒授示範學校榮譽。「十佳」殊榮是評委對本校多年來在科技教育上不斷追求突破的肯定，此乃學校科創發展之起步，我們定當繼續積極推行創新科技教育，持續與各方交流經驗，共同進步。
學生表現方面，中華基金中學近三年在多項STREAM比賽屢屢報捷，表演現突出。學校在二零二三年四月於第二十五屆香港青少年科技創新大賽勇奪三十六個獎項，在科研、科創、小說、組織及教師專案項目中，獲得四項一等獎、四項二等獎、兩項三等獎、十八項優異獎及七項特別獎，學校更連續第十二年獲得全場「優秀組織獎」。另外，學生更在香港學生科學比賽 2023 勇創佳績。八隊學生隊伍經過超過二百隊伍的初評後，躋身首十，出戰決賽，最終一隊獲得冠軍、一隊獲得亞軍、一隊獲得社會創新大賞，成績卓越。2023年8月，中華基金中學更於第18屆宋慶齡少年兒童發明獎中獲得「科學普及創新校榮譽」。
學校在推動航太科技教育上不遺餘力，提供優質和多元化教育予每一位同學，讓同學確立正面的價值觀，不斷追求卓越，追求終身學習，培養同學責任心和投入感，讓同學成為未來社會具教養及開放思維的理想公民，共創未來，讓我們繼續為下一代的福祉而努力！

### 學習和教學策略
2004年已開始進行個人、社會及人文教育課程統整，設綜合人文學科（結合地理、經濟和歷史）及增益課程，又改革初中科學及資訊科技課程，已銜接新高中課程。另設中一至中二專題研習課程及於中三電腦課中加入創意媒體課程。

### 四個關鍵項目的發展
- 閱讀中學習：各科均設有閱讀計劃以擴闊閱讀面，另設廣泛閱讀獎勵計劃培養閱讀興趣。
- 資訊科技互動學習：每個課室均裝設電腦、投影機及高清電視(附視頻點播系統)，老師能於課室進行多元化和互動的教學活動。此外先進的校園電視台設備讓學生能活用資訊科技技術。
- 專題研習：中二增益課程設有專題研習及演說技巧課程，學生能有系統地學習專題研習知識及表達方法。
- 德育及公民教育：德育及公民教育組及訓導、輔導組設立全校“品德獎賞計劃”以培養學生的優良品格。

## 校園生活

### 學生會
| 屆別     | 年份      | 學生會名稱 |
| -------- | --------- | ---------- |
| 第三屆   | 2011-2012 | master     |
| 第四屆   | 2012-2013 | Exaltar    |
| 第五屆   | 2013-2014 |            |
| 第六屆   | 2014-2015 | Platinum   |
| 第七屆   | 2015-2016 | Popcorn    |
| 第八屆   | 2016-2017 | Zealors    |
| 第九屆   | 2017-2018 | Illuminate |
| 第十屆   | 2018-2019 | Untitled   |
| 第十一屆 | 2019-2020 | Polaris    |
| 第十二屆 | 2020-2021 | Euphoria   |
| 第十三屆 | 2021-2022 | Zenith     |
| 第十四屆 | 2022-2023 | AURA       |
| 第十五屆 | 2023-2024 | Radiant    |
| 第十六屆 | 2024-2025 | Ethereal   |

## 近期動態

### 「採電學社」計劃在中基
「採電學社」太陽能支援計劃是一項政府節能項目，透過政府資助，幫助符合條件的學校在其校舍安裝小型太陽能光伏系統。自去年以來，中華基金中學已成功成為「採電學社」太陽能支援計劃之成員學校。

### 中基樹木計劃
香港中文大學生命科學學院林漢明教授、開創綠家園創辦人左治強先生、香港木庫創辦人黃卓健先生、註冊教育心理學家彭智華先生等專家於四月二十日（星期三）一同親臨中華基金中學，參觀校園，進行研討，專家團隊並與教學團隊商討於學校開展「中基樹木計劃」之詳情，預期在計劃中希望透過體驗式課堂活動、專題研習、聯課活動及社區服務，加深同學及大眾對香港樹木的認知與保育工作。

### 榮獲2020/21年度「樂繫校園」創新大獎
學校今年參加了由浸信會愛羣社會服務處主辦，教育局及香港教育大學協辦的2020/21年度樂繫校園獎勵計劃。在一百二十多間參與學校中，本校脫穎而出，承接2018/19年度榮獲的「樂繫校園」知識連繫特別獎及2019/20年度榮獲的「樂繫校園」家、社連繫特別獎，本年度再獲頒發「樂繫校園」創新大獎，以表揚學校致力推廣創新思維，提供平台讓家長、學生和社區連繫在一起。

### 第二十八屆全國青少年科技創新大賽「十佳科技教育創新學校獎」及「基層賽事優秀組織單位獎」
自2010年第25屆全國青少年科技創新大賽開始，英特爾（中國）有限公司與全國青少年科技創新大賽組委會合作開展「十佳科技教育創新學校」評選活動，每年於全中國(包括香港及澳門地區)選拔和獎勵10所在科學教育中表現超卓的中小學校，並在全國青少年科技創新大賽終評期間頒獎。

## 外部連結
- 官方网站